# 卡拉贝尔 (佛罗里达州)
卡拉贝尔（英語：Carrabelle），是美国佛罗里达州富蘭克林縣下属的一座城市。建立于1893年。面积约为12.5平方公里（约合4.8平方英里）。根据2010年美国人口普查，该市有人口2,778人。论人口在本州排行第257。

## 世界上最小的警局
此城市擁有世界上最小的警察局. 警局創立於 1947年, 由Albin Westberg 擔任警長並且巡邏該城市. 警局原先只是一個安置在建築上的電話. 警察將警車停在電話旁邊, 通過電話出警服務市民. 在下大雨時接電話的警察一職被淋濕, 成為落湯雞. 在1963年, 警局的電話被移動到 US-98公路與 CR67 角落的一座警察專用電話亭. 警察在接電話時可以在電話亭遮風避雨. 大部分時間, 警察將警車停到電話亭旁, 等候派遣, 同時可以監視市中心的大馬路的狀況. 這個警用電話亭, 被當作警局使用直到近代. 因為手機網路跟無線電的發達, 這個電話亭現在已經被做成紀念亭. 設立在 US-98公路上提供拍照.

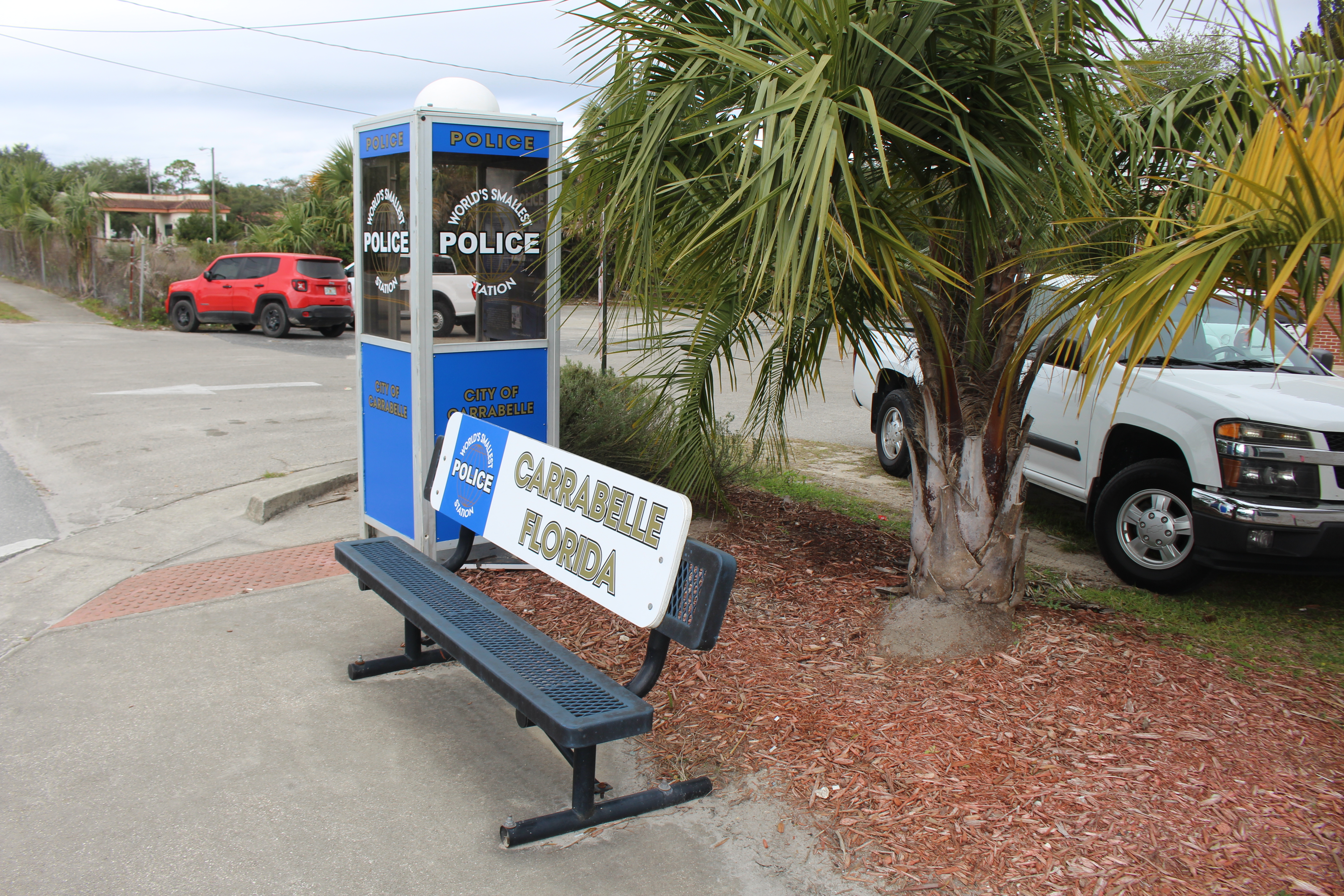
世界上最小的警局 (觀光地標)

現在的警局設立於市政府辦公室中.共有4名警察.